# Muotkajärvi (Jukkasjärvi socken, Lappland)
Muotkajärvi är en sjö i Kiruna kommun i Lappland och ingår i Kalixälvens huvudavrinningsområde. Muotkajärvi ligger i Torne och Kalix älvsystem Natura 2000-område.